# David Heidenreich
David Heidenreich (República Checa; 24 de junio de 2000) es un futbolista checo. Juega de defensa y su equipo actual es el FC Hradec Králové de la Liga de Fútbol de la República Checa

## Estadísticas
Actualizado al último partido disputado el 12 de febrero de 2022
| FK Teplice · República Checa                       | 1.ª           | 2020-21       | 9  | 1 | 1 | 0 | - | - | 10 | 1 |
| FK Teplice · República Checa                       | Total club    | Total club    | 9  | 1 | 1 | 0 | 0 | 0 | 10 | 1 |
| S.P.A.L. · Italia                                  | 2.ª           | 2021-22       | 3  | 0 | 0 | 0 | - | - | 3  | 0 |
| S.P.A.L. · Italia                                  | Total club    | Total club    | 3  | 0 | 0 | 0 | 0 | 0 | 3  | 0 |
| FK Jablonec · República Checa                      | 1.ª           | 2022-23       | 0  | 0 | 0 | 0 | - | - | 0  | 0 |
| FK Jablonec · República Checa                      | Total club    | Total club    | 0  | 0 | 0 | 0 | 0 | 0 | 0  | 0 |
| Total carrera                                      | Total carrera | Total carrera | 12 | 1 | 1 | 0 | 0 | 0 | 13 | 1 |
| (1) Incluye datos de la Copa de la República Checa |               |               |    |   |   |   |   |   |    |   |